# مالغيديس ألفاريس
مالغيديس ألفاريس (بالإسبانية: Melquiades Álvarez Caraballo)‏ (مواليد 10 أغسطس 1988) هو سبّاح إسباني، مثّل بلاده في الألعاب الأولمبية الصيفية 2008.

## روابط خارجية
مالغيديس ألفاريس على موقع الاتحاد الدولي للسباحة (الإنجليزية)
- مالغيديس ألفاريس على موقع SwimRankings.net (الإنجليزية)
- مالغيديس ألفاريس على موقع اللجنة الأولمبية الدولية (الإنجليزية)
- مالغيديس ألفاريس على موقع أوليمبيديا (الإنجليزية)